# جو هوارد (لاعب هوكي الجليد)
جو هوارد (بالإنجليزية: Joe Howard)‏ هو لاعب هوكي الجليد أمريكي، ولد في 22 مايو 1966 في بوسطن في الولايات المتحدة.